# Monumento al Redentore (Montagnaga)
Il monumento al Redentore è un luogo di culto cattolico situato a poca distanza dal paese di Montagnaga (frazione di Baselga di Piné), ma nel territorio comunale di Pergine Valsugana, sull'altura sovrastante la "Conca della Comparsa" dove sono avvenute alcune delle apparizioni della Madonna di Piné.

## Storia

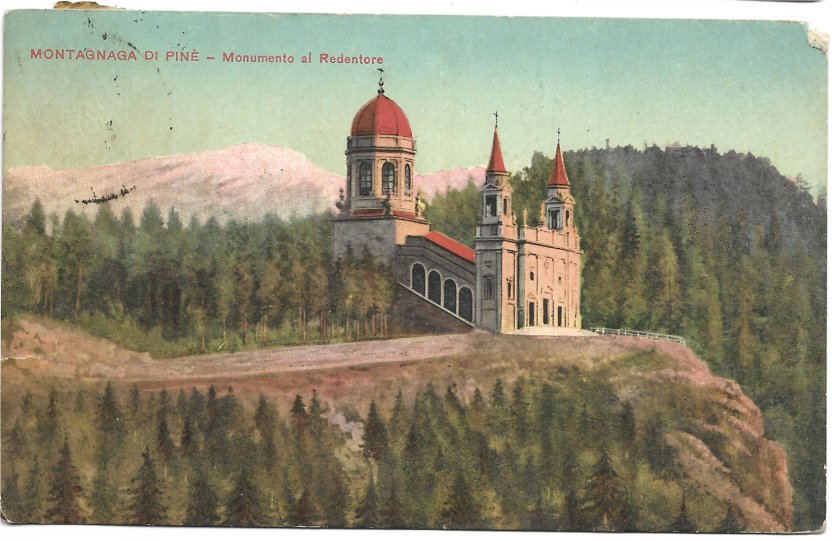
Il monumento in una cartolina della prima metà del Novecento

Il monumento al Redentore venne edificato su iniziativa di don Giuseppe Zanotelli, cogliendo l'invito di Papa Leone XIII a costruire in ogni diocesi un memoriale in ricordo dell'anno santo della redenzione; il progetto venne affidato al capomastro di Montagnaga Fortunato Bernardi, poi modificato dall'ingegnere Emilio Paor. Poiché il terreno su cui sarebbe sorto l'edificio appartiene giuridicamente al comune di Pergine Valsugana, la posa della prima pietra venne affidata, il 14 maggio 1900, a don Giovanni Battista Inama, parroco di Pergine e presidente del comitato diocesano per l'Azione Cattolica. Completato nel 1906, venne consacrato dal vescovo di Trento Celestino Endrici.
All'interno del monumento si trova una copia della Scala Santa (e della relativa cappella) di San Giovanni in Laterano a Roma, nei cui gradini sono conservati ventotto campioni di terra provenienti dalla Terrasanta, inviati sempre da don Zanotelli; le decorazioni della scala e della cappella furono affidate a Sigismondo Nardi, aiutato da Antonio Mosca e Igino Simboli; gli stucchi furono realizzati da Pasquale, Antonio e Pasqualino Bianchi e i dorati da Carlo Pontata di Borgo Valsugana.
L'edificio venne consacrato nel settembre 1906, e fu oggetto di vari restauri nella seconda metà del XX secolo e un altro, piuttosto importante, fra il 2011 e il 2012, supervisionato dagli architetti Alessandro Giovannini e Cristina Mayer e dall'ingegnere Paolo Mayr.

## Descrizione

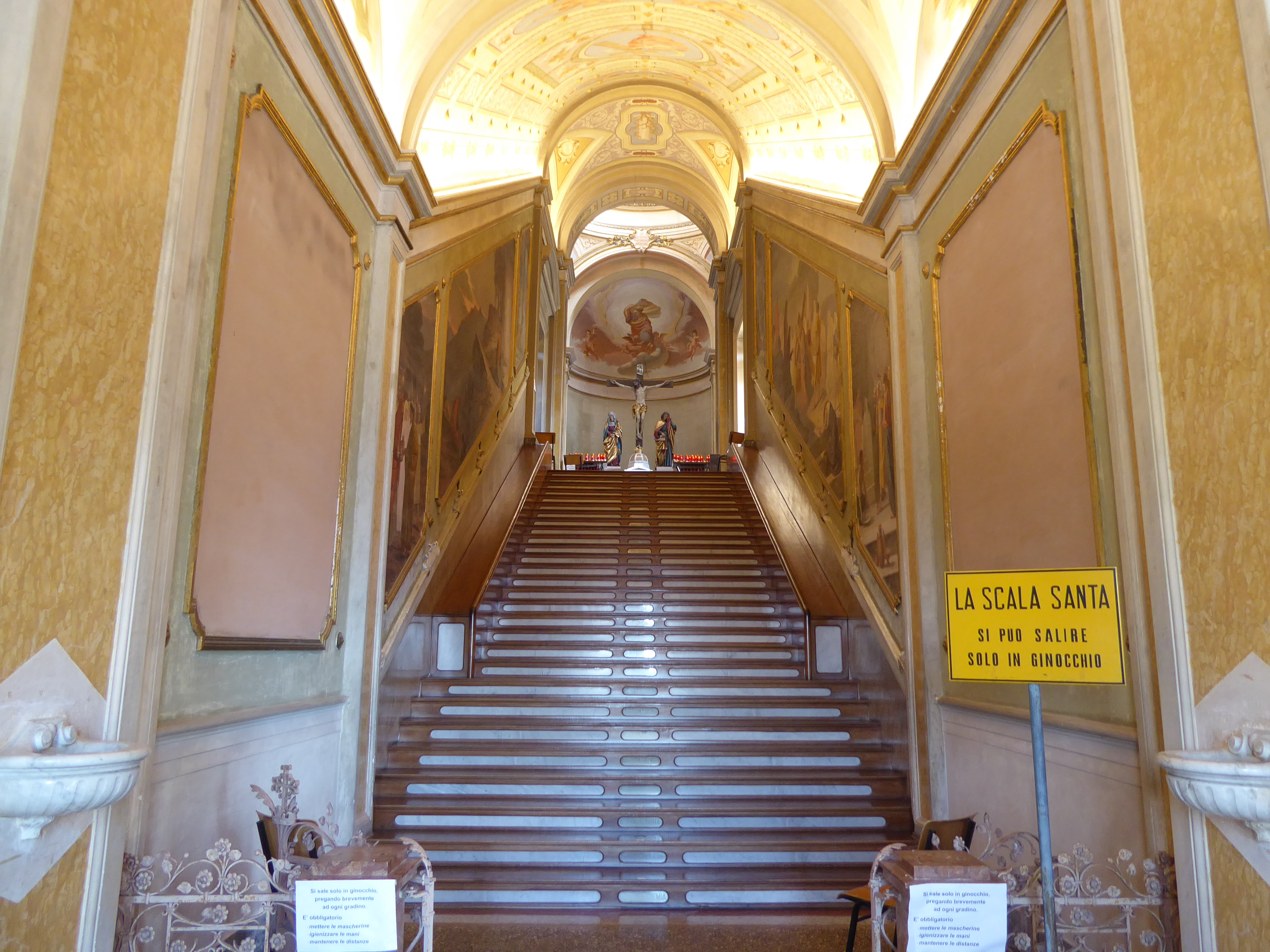
La Scala Santa

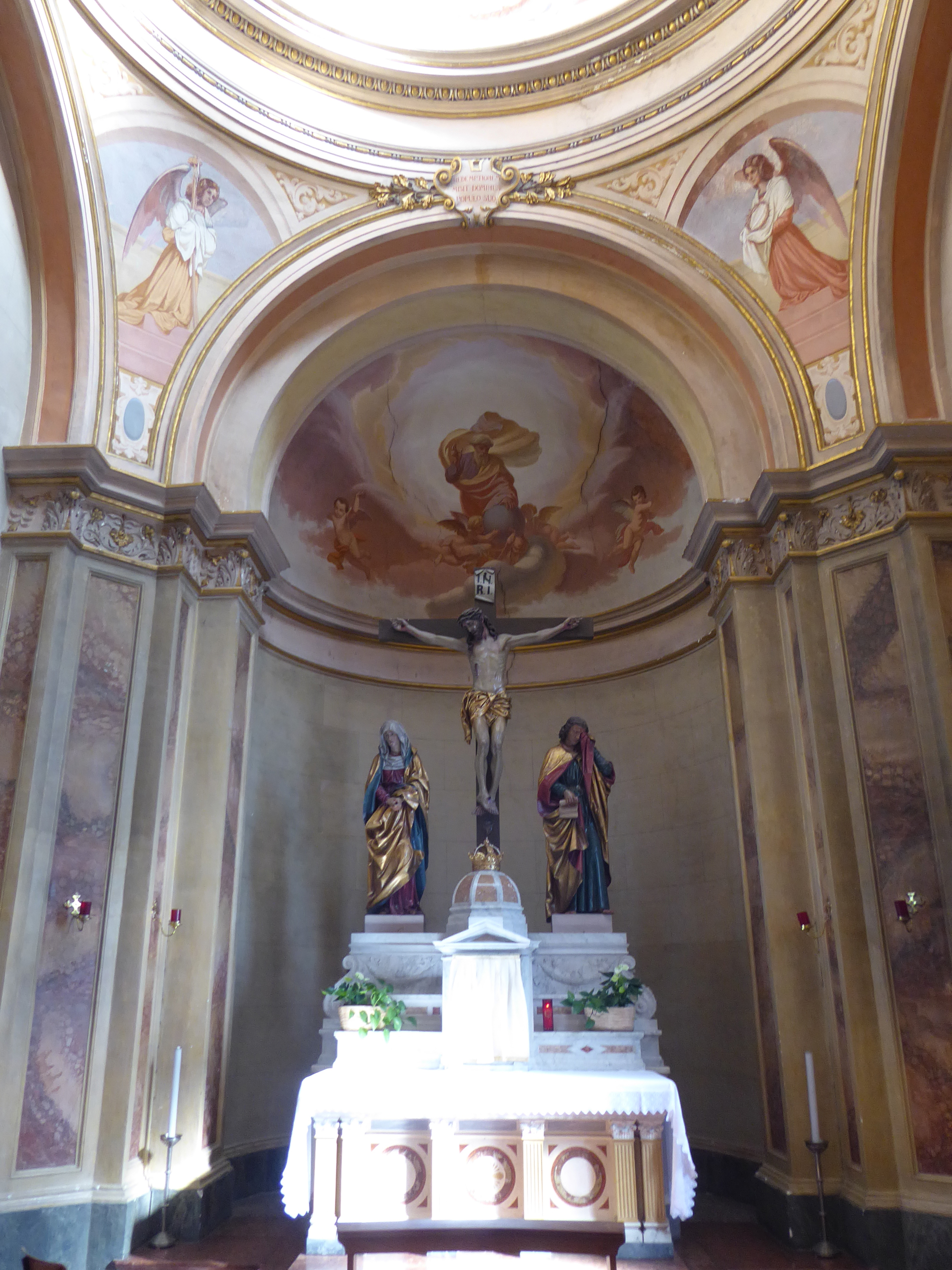
Interno della cappella

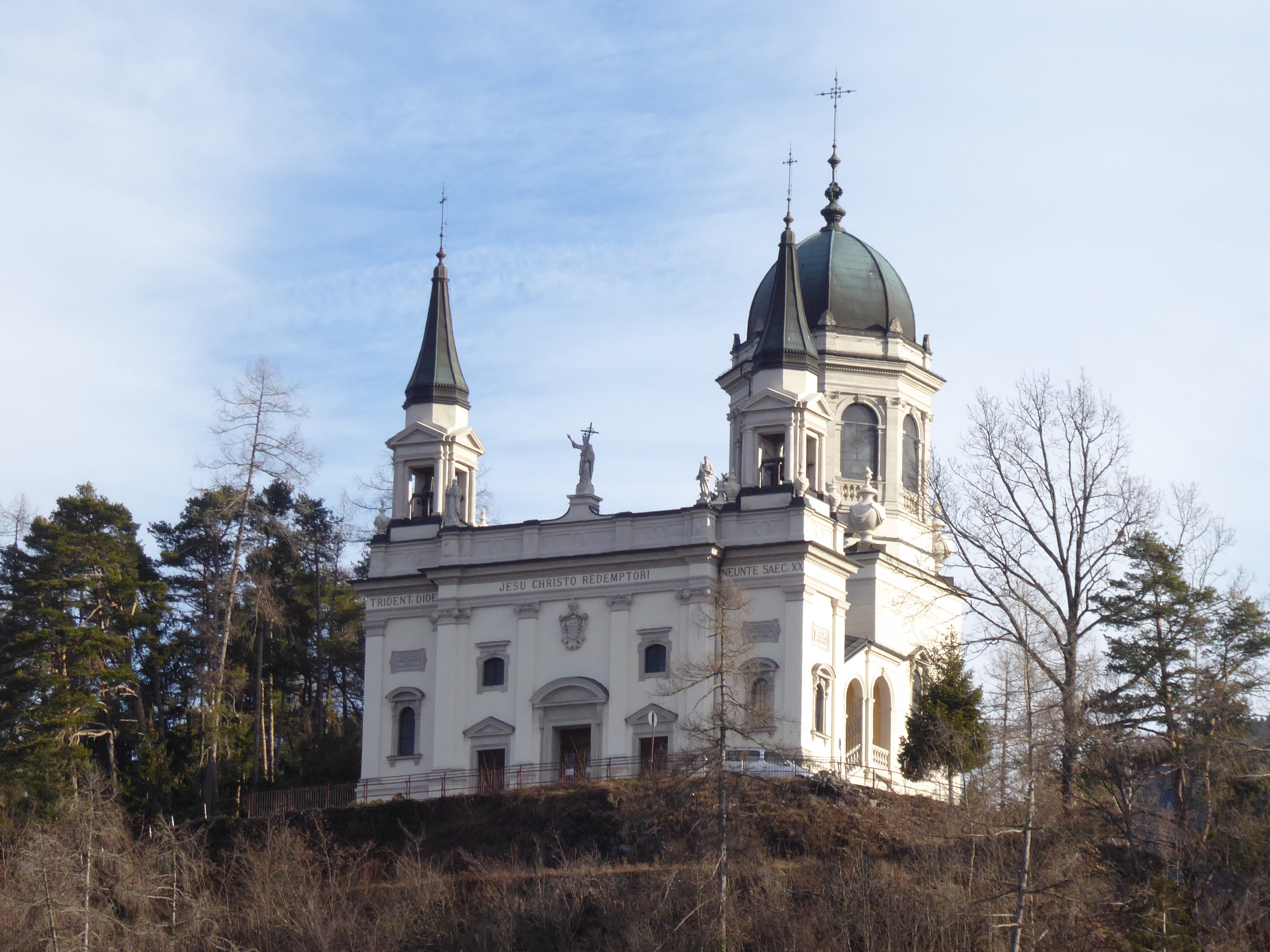
Il monumento al Redentore visto da Guarda (Pergine Valsugana), il paese natale di Domenica Targa, la veggente delle apparizioni di Piné

Il monumento è un grande edificio orientato ad est, realizzato in muratura di pietrame intonacata sia dentro, sia fuori, con un avancorpo a pianta rettangolare. La facciata, rettilinea, è affiancata da due torrette rientranti percorse da paraste tuscaniche e dotate di finestre con frontone ad arco ribassato; ciascuna termina con una cella campanaria a quattro fronti, con colonne tuscaniche che sostengono un frontone triangolare e chiusa da una cuspide ottagonale. La facciata è ripartita in tre da paraste ioniche e in ciascun settore si apre un portale architravato (quelli laterali sormontati da un timpano triangolare e da una finestra centinata, quello centrale, più grande, da un frontone ad arco ribassato e da una cartella con arme). La cima della facciata è costituita da un basso attico su cui svettano tre statue (di cui una di Cristo Redentore) e due vasi.
Dai tre portali partono altrettante scalinate (quella centrale è la replica della Scala Santa di Roma, e può essere percorsa solo in ginocchio), che lateralmente si aprono all'esterno con sei arcate rampanti con balaustra e cancellata, che seguono l'ascesa dei gradini; i soffitti sono a volta a crociera sulle scalinate laterali, e a volta a botte su quella centrale.
Tutte e tre le scalinate conducono ad una cappella sopraelevata, preceduta da un atrio con volta a botte unghiata; la cappella è chiusa da una cupola sorretta da quattro pennacchi e dotate di catino absidale. Sotto alla cappella si trova una cripta.

### Interno
L'ambiente della Scala Santa è decorato da opere che raffigurano episodi della vita di Gesù: appena oltre l'ingresso, due gruppi lignei rappresentano l'Ecce Homo e il bacio di Giuda, mentre varie scene sono affrescate sulle pareti laterali. Nella cappella si trova un altare con un Calvario ligneo, copia esatta di quello esposto nel duomo di Trento.